# Milagros Fernández-Molina
Milagros Fernández-Molina es una profesora española. 

## Biografía
Diplomada en Educación General Básica, en la especialidad de Filología Francesa, en 1992 y licenciada en Psicología en 1995, se doctoró en Psicología en 2002 por la Universidad de Málaga. Desde 1998 ejerce como profesora en la misma universidad, donde, desde 2017, es titular del Departamento de Psicología Evolutiva y de la Educación en la Facultad de Ciencias de la Educación.
Especialista en procesos de desarrollo, aprendizaje y bienestar infantil y el estudio de las variables de protección y de riesgo para la adaptación a la familia y a la escuela en poblaciones de alumnos adoptados y con altas capacidades, coordina el programa MENTORAC UMA para talentos.